# Липпман (лунный кратер)
Кратер Липпман (лат. Lippmann) — большой древний ударный кратер в южном полушарии обратной стороны Луны. Название присвоено в честь французского физика Габриэля Липпмана (1845—1921) и утверждено Международным астрономическим союзом в 1979 г. Образование кратера относится к донектарскому периоду.

## Описание кратера
Ближайшими соседями кратера являются кратер Физо на западе; кратер Мендель на севере; кратер Чедвик на востоке-северо-востоке; кратер Де Руа на востоке; кратер Пецваль на юге и кратер Ватсон на юго-западе. Селенографические координаты центра кратера 55°26′ ю. ш. 114°19′ з. д. / 55,43° ю. ш. 114,32° з. д., диаметр 160 км, глубина 3 км.
Кратер Липпман имеет полигональную форму и значительно разрушен за длительное время своего существования. Вал сглажен и перекрыт множеством кратеров различного размера, юго-восточная часть вала перекрыта крупным сателлитным кратером Липпман Q (см. ниже), юго-западная сателлитным кратером Липпман L. В восточной части внутреннего склона просматриваются следы террасовидной структуры. Дно чаши сравнительно ровное, за исключением пересеченной восточной части, юго-западнее центра чаши находится приметный сателлитный кратер Липпман P. В южной части чаши находится дугообразная цепочка кратеров. От северо-западной части вала кратера Липпман отходит цепочка долин тянущаяся на север-северо-восток к кратеру Мендель. На северо-западе от кратера Липпман расположен массивный безымянный пик высотой свыше 6000 м.

## Сателлитные кратеры

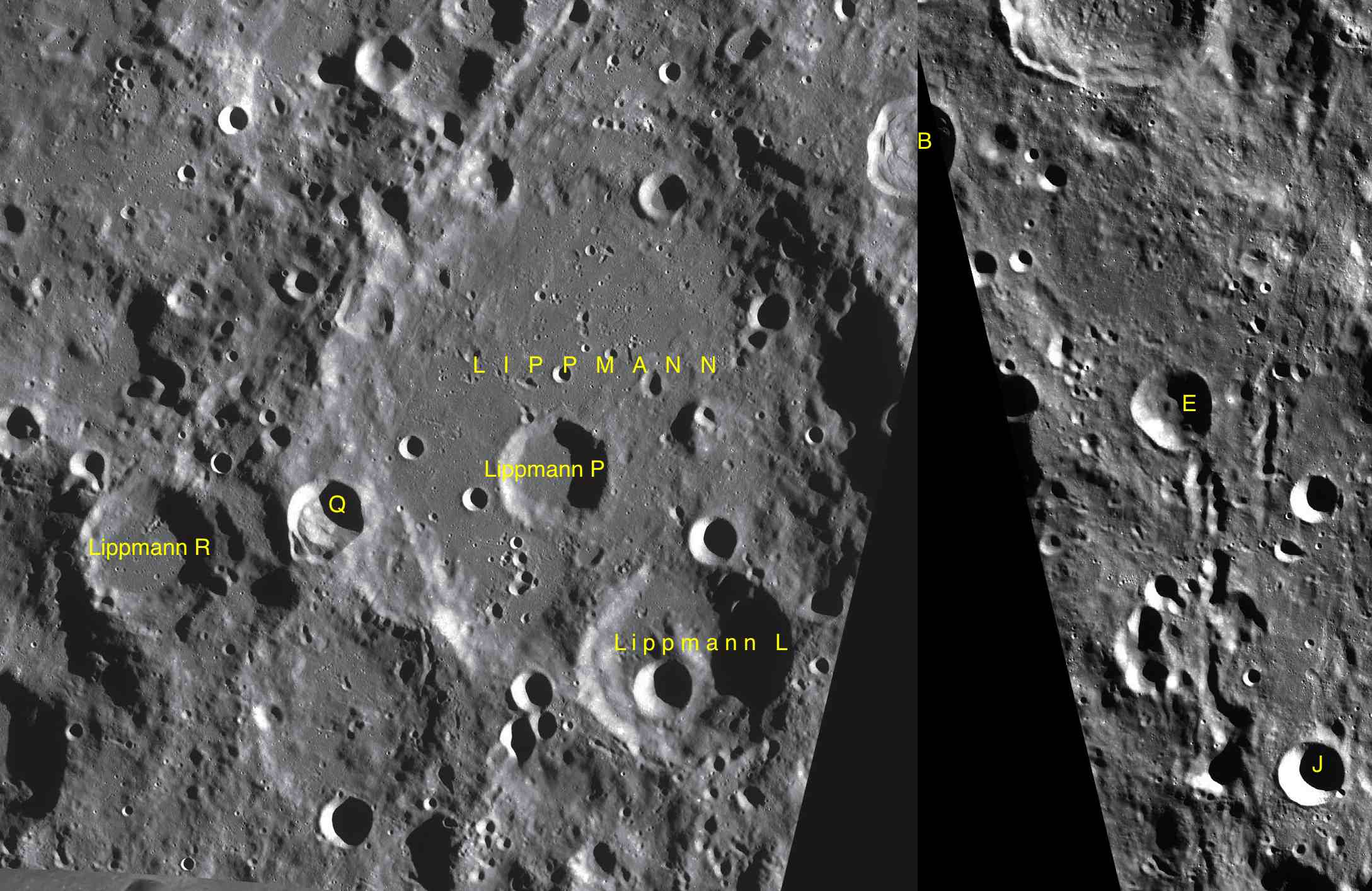
Фрагменты карт LAC-134, LAC-135.

| Липпман | Координаты                                              | Диаметр, км |
| ------- | ------------------------------------------------------- | ----------- |
| B       | 52°32′ ю. ш. 110°33′ з. д. / 52,53° ю. ш. 110,55° з. д. | 29,0        |
| E       | 55°19′ ю. ш. 107°26′ з. д. / 55,31° ю. ш. 107,44° з. д. | 22,7        |
| J       | 58°44′ ю. ш. 106°19′ з. д. / 58,74° ю. ш. 106,32° з. д. | 17,9        |
| L       | 57°29′ ю. ш. 112°26′ з. д. / 57,49° ю. ш. 112,44° з. д. | 57,1        |
| P       | 56°01′ ю. ш. 115°07′ з. д. / 56,01° ю. ш. 115,12° з. д. | 30,3        |
| Q       | 56°40′ ю. ш. 118°38′ з. д. / 56,67° ю. ш. 118,64° з. д. | 21,4        |
| R       | 57°03′ ю. ш. 121°31′ з. д. / 57,05° ю. ш. 121,52° з. д. | 36,4        |

## См.также
- Список кратеров на Луне
- Лунный кратер
- Морфологический каталог кратеров Луны
- Планетная номенклатура
- Селенография
- Минералогия Луны
- Геология Луны
- Поздняя тяжёлая бомбардировка